# Alain Henriet
Alain Henriet (Gosselies, 15 februari 1973) is een Belgisch stripauteur. 
Henriet is de zoon van marktkramers. Via een wedstrijd kreeg hij de kans om vier maanden stage te lopen bij stripuitgeverij Dupuis.
Zijn tekeningen voor de stripreeks Damocles trokken de aandacht van scenarist Yann. Aanvankelijk beoogden ze een herneming van de avonturen van Buck Danny. Maar toen dat project niet doorging creëerden ze de stripreeks Berentand, een luchtvaartstrip die zich afspeelt voor en tijdens de Tweede Wereldoorlog.